# 羅氏紅娘魚
羅氏紅娘魚，為輻鰭魚綱鮋形目牛尾魚亞目角魚科的其中一種，分布於西南太平洋的Kermadec群島海域，棲息深度110-146公尺，體長可達12.2公分，為底棲性魚類，屬肉食性。

## 擴展閱讀
維基物種上的相關：羅氏紅娘魚